# Tornado (Achterbahnmodell)
Tornado ist die Bezeichnung eines Stahlachterbahnmodells des Herstellers Vekoma, welches erstmals 1986 ausgeliefert wurde. Die erste Auslieferung eröffnete als Tornado im Tokyo SummerLand in Japan. Nur zwei weitere Auslieferungen folgten: Loopen in TusenFryd und Balagos - Flying Flame im Avonturenpark Hellendoorn.
Die 460 m lange Strecke verfügt über zwei Inversionen: einen Looping und einen Korkenzieher. Die Höchstgeschwindigkeit beträgt 70 km/h.

## Zug
Tornado-Achterbahnen verfügen standardmäßig über einen einzelnen Zug des Herstellers Arrow Dynamics, der aus sieben Wagen besteht. In jedem Wagen können vier Personen (zwei Reihen à zwei Personen) Platz nehmen.

## Standorte
| Achterbahn             | Betreiber                 | Land        | Eröffnung |
| ---------------------- | ------------------------- | ----------- | --------- |
| Balagos - Flying Flame | Avonturenpark Hellendoorn | Niederlande | 1990      |
| Loopen                 | TusenFryd                 | Norwegen    | 1988      |
| Tornado                | Tokyo SummerLand          | Japan       | 1986      |